# Наговицыно (Владимирская область)
Наговицыно — деревня в Селивановском районе Владимирской области России, входит в состав Малышевского сельского поселения.

## География
Деревня расположена в 10 км на юго-восток от центра поселения села Малышево и в 27 км на юг от райцентра рабочего посёлка Красная Горбатка.

## История
Деревня впервые упоминается в окладных книгах 1676 года в составе Драчевского прихода, в ней тогда было 28 дворов крестьянских.
В конце XIX — начале XX века деревня входила в состав Драчевской волости Меленковского уезда, с 1926 года — в составе Муромского уезда. В 1859 году в деревне числилcя 21 двор, в 1905 году — 66 дворов, в 1926 году — 69 дворов.
С 1929 года деревня являлась центром Наговицынского сельсовета Селивановского района, с 1940 года — в составе Драчевского сельсовета, с 2005 года — в составе Малышевского сельского поселения.

## Население
| 1859 | 1905 | 1926 | 2002 | 2010 | 2021 |
| ---- | ---- | ---- | ---- | ---- | ---- |
| 249  | ↗334 | ↗352 | ↘13  | ↘2   | →2   |